# Temporada de furacões no oceano Atlântico de 2012
A temporada de furacões no oceano Atlântico de 2012 foi o último ano em uma sequência consecutiva de três temporadas muito ativas, embora muitas das tempestades foram fracas e de curta duração. Ela está empatada com as temporadas de 1887, 1995, 2010 e 2011 como a quarta mais ativa da história, produzindo 19 ciclones tropicais nomeados, dos quais se formaram 10 furacões e um deles atingiu a categoria três. Ainda que a temporada de furacões no Atlântico norte começa habitualmente a 1 de junho, esta temporada adiantou-se com a formação da primeira tempestade tropical, nomeada Alberto, a 19 de maio de 2012, e a segunda tempestade subtropical Beryl formada a 25 de maio. Assim, estes fenómenos meteorológicos se desenvolveram vários dias antes do que costuma se chamar, impropriamente, começo "oficial" da temporada de furacões. O último ciclone formado foi Tony, que se dissipou a 25 de outubro de 2012. O furacão mais intenso, Sandy, foi um poderoso ciclone de categoria dois (atingiu a categoria 3 durante breve tempo) que trouxe danos significativos em outubro de 2012 em áreas das Antilhas Maiores e a costa leste dos Estados Unidos, sobretudo nesta última zona.
Muitos recordes foram igualados ou quebrados durante esta temporada: a Tempestade tropical Beryl foi a tempestade mais forte, fora de temporada, a impactar aos Estados Unidos; a formação da Tempestade Tropical Debby a 23 de junho converteu-a na quarta tempestade nomeada com formação mais temporão; o Furacão Sandy foi conhecida como o ciclone mais extenso em seu diâmetro galerno e o Furacão Nadine como o quinto ciclone com maior tempo de atividade no oceano. Ademais, no mês de maio de 2012 empatou com o mesmo mês de 1887 em maior formação de tempestades nomeadas no mês. No mês de agosto do mesmo ano empatou com agosto dos anos de 2004, 2007 e 2010 com o maior número de tempestades nomeadas no mês com oito. Apesar de que muitos furacões se formaram durante esta temporada, só um, o Furacão Michael, atingiu a categoria três na Escala de Saffir-Simpson.

## Previsões
Estas previsões emitem-se antes da cada temporada de furacões pelo célebre experiente em furacões Philip J. Klotzbach, William M. Gray, e os seus sócios na Universidade Estadual do Colorado - CSU, e por separado os meteorólogos da NOAA |. Em dezembro de 2011 a CSU anunciou que deixaria de colocar na Internet a análise quantitativa o qual gerou uma discussão notável, assinalando que "... as previsões dos últimos 20 anos não têm mostrado em tempo real a habilidade de prognóstico". No entanto, eles emitiram em abril um previsão quantitativa para o ano de 2012. A equipa de Klotzbach (dantes dirigido por Gray) definiu o número médio de tempestades por temporada (1981 a 2010), com 12,1 tempestades tropicais, furacões 6.4, 2.7 furacões de grande intensidade (tempestades de chegar ao menos a categoria 3 na escala de furacões Saffir-Simpson) e ACE Índice de 96.1 NOAA define uma temporada acima do normal, quase normal ou por abaixo do normal por uma combinação do número de tempestades com nome, o número de atingir força de furacão, o número de atingir força de furacão maior e as Índice ACE

### Previsões de pré-temporada
A 7 de dezembro de 2011, a Tropical Storm Risk (TSR), um consórcio público, composto por experientes em matéria de seguros, gestão de riscos e junto com a predição climática estacional da University College London, emitiu uma faixa prolongada de previsões que predizem uma temporada de furacões acima da média. No seu relatório, a TSR assinalou que a atividade de ciclones tropicais poderia ser um 49% acima da média 1950-2010, com 14,1 (± 4,2) as tempestades tropicais, 6,7 (± 3,0) furacões, e 3.3 (± 1,6) grandes furacões previstos, e um índice ACE acumulado de 117 (± 58) Mais tarde nesse mês a 21 de dezembro, os Serviços Internacionais do meio ambiente- WSI publicaram uma previsão de faixa estendida, uma predição da temporada de furacões para perto da média. No seu prognóstico, WSI assinalou que uma diminuição de temperatura devida à Oscilação do Atlântico Norte a qual não se tinha visto numa década, junto com o debilitamento de La Niña, traduzir-se-ia numa estação próxima à média, com 12 tempestades nomeadas, 7 furacões e 3 furacões intensos. Também se previa uma probabilidade próxima à média de que um furacão toque terra na costa de EUA, com uma probabilidade ligeiramente elevado na costa do Golfo e uma probabilidade ligeiramente reduzida ao longo da costa este. A 4 de abril de 2012, a Universidade Estadual do Colorado (CSU), emitiu a sua previsão actualizada para a temporada, chegando à conclusão de que seria uma temporada por abaixo do normal devido a uma maior possibilidade de desenvolvimento de um fenómeno de El Niño durante a temporada. A 24 de maio, o Escritório Meteorológico do Reino Unido (UKMO) emitiu um previsão de uma temporada ligeiramente por abaixo da média. Previa 10 tempestades tropicais entre junho e novembro, com uma probabilidade de 70% que o número seria dentre 7 e 13. No entanto, não emitiu previsões sobre o número de tempestades tropicais e furacões. Também previa um Índice de ACE de 90 com uma probabilidade de 70% que o índice estaria na faixa de 28 a 152

### Actualização a média temporada

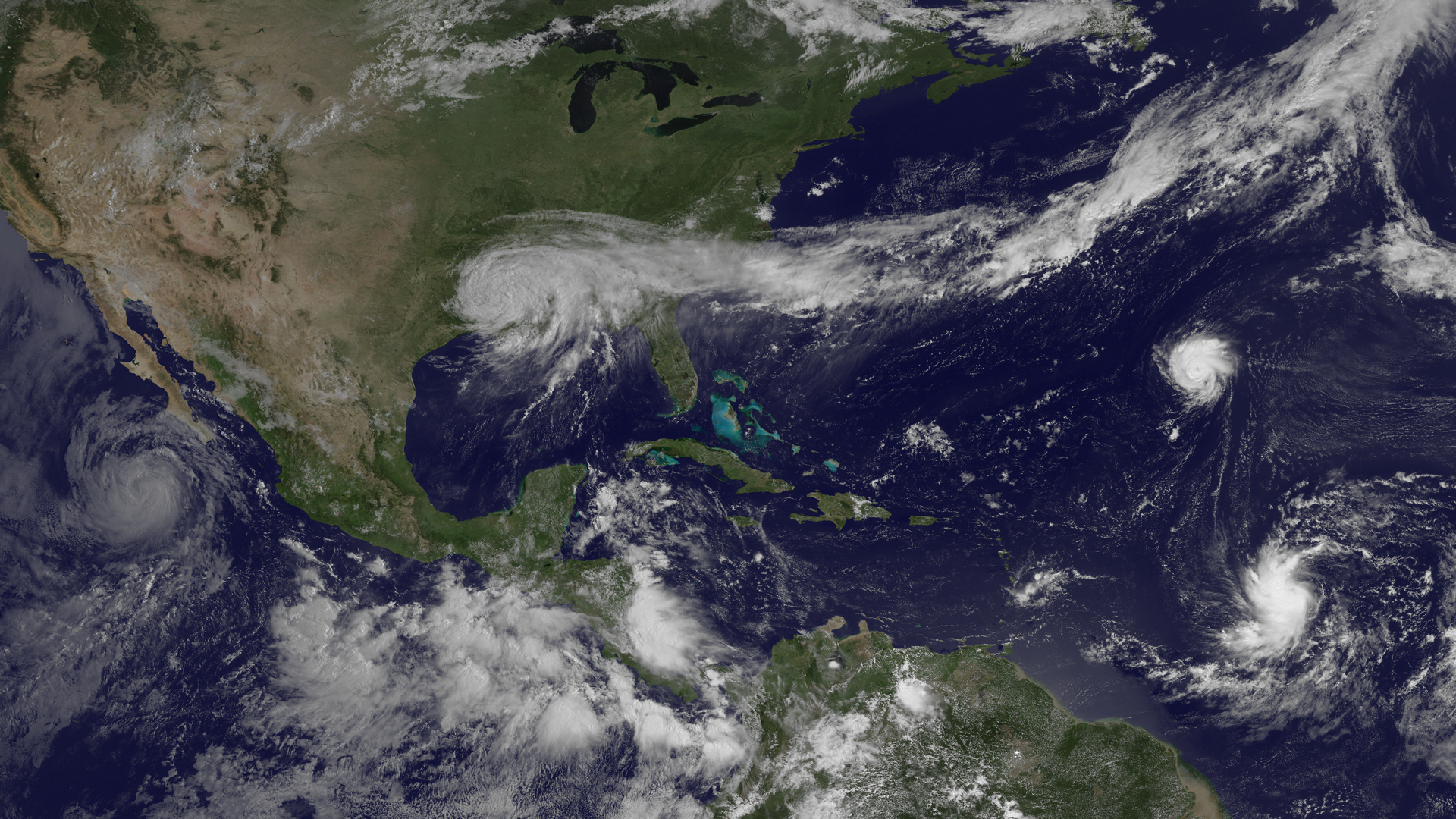
Tomada satelital de América Tropical. De esquerda a direita observa-se ao Furacão Ileana e um área de perturbação no Pacífico. O Furacão Isaac sobre Luisiana, Kirk & Leslie no oceano Atlântico. Imagem capturada a 30 de agosto.

A 9 de agosto de 2012, a NOAA revisou as suas previsões afirmando que formar-se-iam mais tempestades que as temporadas passadas, sabendo que 3 ciclones tropicais ter-se-iam formado na primeira semana de agosto apesar de que o El Niño debilitado, se tivesse formado. A agência então tinha aumentado a sua predição de formação entre 12 a 17 tempestades nomeadas até 30 de novembro. A predição original da NOAA era entre 9 a 15 tempestades nomeadas.

## Ciclones tropicais

### Tempestade Tropical Alberto
O fenómeno meteorológico inicia-se durante a madrugada do dia 19 de maio, como um fenómeno não-tropical no área de baixa pressão que se converteu em estacionário sozinho sobre a costa da Carolina do Sul produzindo um sistema activo de tempestade. Leste ganhou rapidamente as características tropicais sobre as temperaturas de superfície quente do mar na corrente do Golfo e às 21:00 UTC essa tarde, o Centro Nacional de Furacões inicio as assessorias apropriadas sobre a Tempestade Tropical Alberto, a primeira tempestade nomeada ao formulário durante maio na bacia atlántica desde Arthur em 2008 e a primeira tempestade tropical desde Ana em abril de 2003. Combinado com o desenvolvimento de pré-temporada de Aletta no Pacífico oriental, converteu-se no primeiro aparecimento onde os ciclones tropicais atingiram o status de tempestade tropical nas bacias do Atlântico e o Pacífico oriental (este da 140 ° W) antes do início habitual de suas temporadas de furacões respectivos.
No dia 19 de maio às 22:50 UTC, um barco para perto de Alberto informou de ventos com uma magnitude de 60 mph (95 km/h), indicando que os ventos na tempestade eram mais fortes do que previamente se tinham estimado. Este fortalecimento ocorreu durante as poucas horas e, de facto, teve um leve debilitamento durante essa noite devido ao arraste de ar seco e começou a afectar o sistema, deixando o centro exposto ao leste da circulação. Após permanecer a tempestade tropical durante 24 horas, esta se debilitou a depressão tropical no dia 22 de maio enquanto se deslocava para o nordeste mar adentro. Na tarde da 21 de maio, a NHC descontinuou avisos sobre a tempestade chamada Alberto após que o sistema não pôde manter a convecção; neste momento o ciclone foi localizado aproximadamente a 170 milhas (270 km) ao sul-sudeste de cabo Hatteras, Carolina do Norte. Enquanto a tempestade estava activa, Alberto produziu ondas de 3 a 5 pés (9 a 15 dm), provocando vários resgates no oceano Atlântico.

### Furacão Chris
a 17 de junho, um área de baixa pressão desenvolvido a partir de um limite estancado frontal, para perto de as Bermudas. No alto de quentes temperaturas superficiais do mar e o cisalhamento do vento a luz, a baixa pressão pouco a pouco adquiriu características tropicais ao dia seguinte, e durante as horas da tarde da 19 de junho, após sofrer tempestades elétricas profunda durante um período suficiente de tempo, o Centro Nacional de Furacões começou a escrever avisos sobre A tempestade tropical Chris. A tempestade tropical Chris também estabeleceu um recorde para o primeiro terço terceira formação de ciclones tropicais em qualquer temporada, por trás das tempestades em 1887 e 1959. Apesar de estar numa latitud alta sobre a água fria, consolidou-se no primeiro furacão da temporada a 21 de junho. Após encontrar-se com águas mais frias, debilitou-se de novo a uma tempestade tropical a sozinho seis horas mais tarde. Cedo a 22 de junho Chris começou a transição a um ciclone pós-tropical à medida que interactúa com uma baixa extratropical de maior tamanho para o sul. A advertência final sobre Chris emitiu-se às 11 AM a 22 de junho (AST) após completar seu ciclo pós-tropical de transição.

### Tempestade Tropical Debby
A tempestade tropical Debby causou extensas inundações no norte da Flórida e no centro da Flórida durante o final de junho de 2012. O quarto ciclone tropical e tempestade nomeada da temporada de furacões no Atlântico de 2012, Debby se desenvolveu a partir de uma depressão de baixa pressão no Golfo do México central em junho 23 A formação de Debby marcou a primeira formação registada da quarta tempestade nomeada na bacia do Atlântico, até que esse recorde foi batido pela tempestade tropical Danielle em 2016. Apesar de uma trilha projetada em direção à terra firme na Louisiana ou no Texas, a tempestade seguiu na direção oposta, movendo-se lentamente norte-nordeste e nordeste. A tempestade se fortaleceu lentamente, e em 1800 UTC em junho 25, atingiu seu pico de intensidade com ventos máximos sustentados de 65 mph (100 km/h). Ar seco, cisalhamento de vento a oeste e ressurgência de águas frias impediram maior intensificação nos próximos 24 horas. Em vez disso, Debby enfraqueceu e, no final de 26 de junho, foi uma tempestade tropical mínima. Às 2100 UTC, a tempestade chegou a Steinhatchee, Flórida, com ventos de 40 mph (65 km/h). Uma vez no interior, o sistema continuou a enfraquecer ao atravessar a Flórida e se dissipou logo após emergir no Atlântico em 27 de junho.

### Furacão Ernesto
Um sistema associado a uma Onda Tropical saiu do oeste do continente africano o passada 28 de julho, cruzou o Atlântico Central sem maior relevância, ao acercar a.C.ntinente Americano, começou a desenvolver-se a 1 de agosto às 5 ET, e o CNH identificou-o como a depressão tropical cinco. Dias depois converteu-se na tempestade tropical Ernesto. No seu passo pelas Pequenas Antilhas deixou consigo chuvas torrenciais e ventos huracanados. Também afectou consideravelmente a Venezuela, já que Ernesto interatuou com a ZCIT ao norte do país, produzindo torrenciais chuvas acompanhadas de descargas elétricas. No seu passo pelo Caraíbas, o ciclone deixou chuvas torrenciais de forma directa e indireta; directa nas Antilhas maiores, tais cone Haiti, Jamaica, Porto Rico, as Ilhas Caimán, e a porção Oeste de Cuba; e indirecta nos países de América Central como Honduras, Nicarágua, e parte-a norte de Costa Rica.
Este sistema entrou no golfo do Honduras no dia 7 de agosto, e converteu-se em Furacão de Categoria duas com ventos máximos de 155 km/h convertendo-o no segundo ciclone da temporada, segundo o boletim da NHC emitido a 7 de agosto às 14.00. Depois, nesse mesmo dia pela noite, a tempestade tocou terra no povoado chamado Mahahual na península de Iucatã, ao sul de Cancún, chegando a debilitar-se a Tempestade Tropical; durante todo o dia 8 de agosto traspasso esta área, com chuvas torrenciais e ventos huracanados com afetações na mesma península e a parte norte de Guatemala, entrou em contacto com as águas do golfo do México, em sua parte sul, e se fortaleceu um pouco mais, e nesse 9 de agosto, tocou de novo em terras mexicanas, especificamente no estado de Veracruz, na cidade de Coatzacoalcos, deixando fortes chuvas e custosos danos materiais. Durante a noite de 9 de agosto degradou-se a Depressão Tropical. Durante esse dia e na manhã seguinte fez cair fortes chuvas torrenciais, deslizamanetos e ventos com força de furacão que deixaram 12 pessoas mortas e danos avultados em casas a algumas estruturas do estado de Veracruz. A manhã de 10 de agosto, às 10.00 a NHC identificou a Ernesto como um sistema de remanescentes, afectado pelas altas cordilleras do México. O as suas remanescentes entraram em contacto com o oceano Pacífico, e interatuaram num área de Baixa Pressão, com isto, o sistema se reorganizou e se converteu na Tempestade Tropical Héctor.

### Tempestade tropical Florence
No dia 1 de agosto, uma Onda tropical abandonou o continente africano, deixando chuvas em parte-a oeste deste continente, imediatamente, ao entrar em contacto com o oceano Atlântico, começou a fortalecer-se de forma rápida, a NHC manteve vigilância sobre este sistema até que no dia sexta-feira 3 de agosto, consideraram que este reunia condições favoráveis para uma depressão tropical, pois assim a NHC indicou que se tinha formado a Depressão Tropical Seis, às 03:00 GMT. Um dia depois na manhã do 4, converteu-se na Tempestade Tropical Florence. Localizava-se a 1.335 km ao oeste das Ilhas de Cabo Verde. Observava-se que ao tempestade se encontrava desorganizada. Já para a 6 de agosto foi emitida a último aviso de Florence por parte do CNH. Declarando-a Ciclone Post-Tropical, pelo qual já não vigiar-se-ia. Partes de Florence ainda estiveram pelo Atlântico com uma baixa sócia de 1008 hPa, mas o CNH declarou que já não tinha características tropicais, por estar sobre a latitude 20.º, e já não desenvolver-se-ia.

### Furacão Gordon
A 9 de agosto saiu da costa africanas uma onda tropical sobre o paralelo de 15° N, junto com uma baixa sócia de 1013 hPa. Imediatamente de sua formação o NHC deu-lhe um 30% de possibilidade de desenvolvimento ciclónico durante as próximas 48 h. Não passaram muitos dias quando a mesma NHC lhe foi baixando a possibilidade de desenvolvimento ciclónico, até chegar a 10%, enquanto esta foi ganhando latitude. Durante a noite da 14 de agosto, a onda foi interatuando com uma frente localizada ao nordeste das Pequenas Antilhas, desde essa noite, a NHC lhe aumentou a possibilidade de desenvolvimento a um 50%. Para o boletim das 0800 UTC do outro dia, a onda tropical tinha um 80% de possibilidade de desenvolvimento. Não foi até boletim das 1600 UTC, quando se lhe declarou Depressão Tropical Oito, com pressão mínima de 1012 hPa.
Logo no dia 16, a intensidade desta depressão aumentou e converteu-se às 09:00 UTC na 8.ª Tempestade Tropical da temporada com o nome de Gordon. Pouco depois transformou-se num furacão de categoria 1, e posteriormente a 2. Manteve sua trajetória inicial, enquanto diminuía sua força a categoria 1 em 20 de agosto. Às 5:30 GMT A NHC, por meio dos seus registos de satélite, identificou que o centro da tempestade tocou terra na ilha de Santa Maria, das Açores Orientais, deixando fortes precipitações acompanhadas de ventos de furacão e ondas de 2 m. Posteriormente esta tempestade seguiu deslocando-se mais ao nordeste e no dia 20 de agosto, a NHC através de imagens de satélite, reconheceu que Gordon chegou bem perto da costa do Sudoeste Europeu, mas já tinha perdido as suas características tropicais e se degradou a Ciclone Pós-Tropical. Horas mais tarde uma borrasca, sócia a uma frente fria, absorveu-o.

### Tempestade Tropical Helene
a 7 de agosto uma onda tropical saiu de África baixo o paralelo de 12° N, junto a uma baixa pressão de 1009 hPa. Enquanto o Centro Nacional de Furacões começou a monitorá-la, dando-lhe um 20% de probabilidade de converter-se num Ciclone tropical nas próximas 48 horas. Enquanto passavam nos dias o CNH foi-lhe aumentando a possibilidade de desenvolvimento, até chegar ao 70% a 9 de agosto. No boletim das 1600 UTC do mesmo dia, o CNH informou que se tinha formado a Depressão Tropical número 7 da temporada. O sistema, a partir de ali, não se fortaleceu mais, e a tarde do 11 de agosto, a depressão degenerou numa onda tropical pelo qual se tinham descontinuado os avisos de Tempestade Tropical para as ilhas das Pequenas Antilhas.  Em 12 de agosto, um avião caça furacões inspeccionou a área da Onda Tropical, para ver se pudesse existir alguma possível regeneração da extinta Depressão Tropical Sete; mas o avião encontrou-a muito desorganizada, e foi mantida como Onda Tropical. Durante os próximos dias de manteve assim, lhe dando 0% de probabilidade de reordenação. No dia quinta-feira 16 de agosto a NHC notou que os remanescentes desta, ao chegar à baía de Campeche, se estava a organizar novamente, e lhe deu a este sistema um 40% de geração. Enviou-se um avião caça furacões, para inspeccionar mais de perto a este sistema, e esteja encontrou que a pressão barométrica se encontrava a 1004 hPa, ademais possuía uma circulação ciclónica bem definida, por essas razões, a NHC afirmou que este sistema era uma tempestade tropical, e a nomeou como Helene. Manteve uma trajectória cerca da costa do Leste do México, e no dia 18 de agosto tocou terra no estado de Veracruz, enquanto degradou-lha a Depressão Tropical. O seu impacto deixou como resultado, chuvas torrenciais e certos deslizamentos; para o 19 de agosto, ao entrar em contacto com as serras do interior do México, dissipou-se.

### Furacão Isaac
O Furacão Isaac foi um ciclone tropical mortífero e destrutivo que chegou a terra no estado americano da Luisiana durante o mês de agosto de 2012. A nona tempestade nomeada e o quarto furacão da temporada de furacões anual, Isaac se originou em 16 de agosto a partir de uma onda tropical que se movia ao largo da costa ocidental da África. Movendo-se geralmente para oeste, desenvolveu-se uma ampla área de baixa pressão junto à onda do eixo no dia seguinte, enquanto se encontrava a várias centenas de quilômetros a leste das Pequenas Antilhas no início de 21 de agosto, a perturbação desenvolveu-se para uma depressão tropical. Pouco tempo depois, o sistema se intensificou-se em uma tempestade tropical, mas inicialmente o alto cisalhamento do vento impediu uma grande alteração na força.
Ao fim de 22 de agosto, Isaac movia-se entre Guadalupe e Dominica, e, em seguida, virou-se para oeste-noroeste e entrou numa região favorável para a intensificação; ele passou pelo Haiti e Cuba com uma força de forte tempestade tropical. Uma crista de alta pressão ao norte de Isaac intensificou-se e virou-o em 26 de agosto para o ocidente sobre as Florida Keys, e depois Isaac entrou no leste do Golfo do México no dia seguinte. Seguiu-se uma intensificação gradual, em que o sistema atingiu o seu pico de intensidade, como um furacão de categoria 1, com ventos sustentados de 1 minuto de 80 mph (130 km/h), antes de fazer duas chegadas a terra firme, ambos na mesma intensidade, na costa da Luisiana durante o final da noite de 28 de agosto e nas primeiras horas da manhã de 29 de agosto, respectivamente. Uma vez no interior o sistema gradualmente enfraqueceu, mas ainda produziu uma surto generalizado de tornados no meio do país antes de dissipar-se para uma baixa logo no início de 1 de setembro.
Antes de se tornar um furacão, Isaac produziu cheias de chuva em grande parte das Antilhas Menores e a Maior. Particularmente atingidos foi a ilha de Haiti, onde 24 pessoas perderam as suas vidas. Transbordamento de rios levaram a significativas danos estruturais e muitas estradas foram lavadas, impedindo a chegada de auxílio para a área afetada. Fortes ventos e chuvas foram relatados em Cuba, mas o dano estava limitada a poucos edifícios. Na Flórida, Isaac produziu vários centímetros de chuva, levando a inundações. Ventos fortes produziram apagões de energia para milhares de pessoas, e as ondas ao longo da costa causaram erosão menores nas praias. Os efeitos mais severos da tempestade, no entanto, ocorreu em Luisiana após que a tempestade foi atualizado para a intensidade de furacão.

### Furacão Leslie
Uma onda tropical, saiu de África no passado 25 de agosto, ao entrar em contacto com as águas do Atlântico Tropical, começou a desenvolver-se e mereceu a atenção da NHC. Passaram nos dias e este sistema movia-se ao oeste e ao mesmo tempo adquiria organização. No dia quinta-feira 30 de agosto, a NHC emitiu a sua primeiro boletim às 11:00 ET indicando a formação da Depressão Tropical número Doze desta temporada com ventos de 55 km/h e uma pressão de 1007hPa.  Depois no seguinte boletim emitido pela NHC, indicava que uma nova tempestade tropical se tinha formado e lhe atribuíram o nome de Leslie. Durante os dias seguintes, manteve uma trajectória errática e lenta. Já no dia 5 de setembro, A NHC reconheceu, através das imagens de satélite, que se tinha formado o sexto furacão desta temporada, localizado a 690 km ao sul-sudeste de Bermudas. Várias horas depois degradou-se a Tempestade Tropical.
Para a tarde de 11 de setembro, a NHC indicou que Leslie tinha perdido as suas características tropicais, pelo qual já não o monitora-va.
Leslie caracterizou-se por ser a segunda décima-segunda tempestade formada prematuramente na bacia atlântica, eclipsada apenas por Luis em 1995. Foi também a oitava tempestade durante o passado mês de agosto, que vincula o recorde de agosto de 2004.

### Furacão Kirk
Um área de baixa pressão, saiu da costa africana no dia 22 de agosto, ao pouco tempo a NHC começou à monitorar, diversos modelos meteorológicos, assinalaram que poderia seguir a mesma rota que o anterior sistema tropical Gordon. Enquanto a NHC ia aumentando sua possibilidade de desenvolvimento ciclónico até chegar a um 70%. Para a tarde de 28 de agosto formou-se a Depressão Tropical número 11 da temporada; para a mesma noite desse dia num boletim do NHC, assinalava que a depressão se encontrava melhor definida, aumentando inclusive a velocidade dos seus ventos, o qual se lhe declarou como décima-primeira Tempestade Tropical da temporada, com o nome de Kirk. No boletim da NHC, emitido a 30 de agosto declarou-se que Kirk adquiriu características de furacão de categoria um, com ventos máximos de 120km/h. Desloca-se ao norte, noroeste a uma velocidade de 13 km/h. Para a noite da 30 de agosto, a NHC declarou que Kirk se tinha convertido num sólido furacão de categoria dois. Os ventos de Furacão estendiam-se com um diâmetro de 30 km; e 110 km de tempestade tropical. No dia 2 de setembro, a NHC declarou que Kirk se tinha convertido num sistema Pós-tropical, localizado a 1 550 km ao leste-nordeste de Cape Race, Terranova. Poucas horas depois, um Sistema Frontal absorveu-o.

### Furacão Michael
Uma baixa pressão relativamente pequena tinha-se formado ao noroeste de Cabo Verde passado o 31 de agosto. Este apresentava chuvas e tempestades elétricas moderadas. A NHC começou a monitorar este sistema devido a que apresentava organização. Ao princípio achava-se que em pouco tempo dissipar-se-ia, lhe dando menos de 10%de probabilidade; mas este sistema começou a fortalecer-se e a 3 de setembro, a NHC emitiu o seu primeiro aviso, em que detalhava a formação da Depressão Tropical Treze, localizado a 2 310 km ao oeste-noroeste das ilhas de Cabo Verde.
Para 4 de setembro, um avião caça furacões determinou que a antiga Depressão Tropical Treze, possuía uma pressão barométrica de 1006 hPa, e ventos de tempestade tropical; pelo qual se informou que se tinha formado a Tempestade Tropical Michael. Nas últimas horas ter-se-ia estado a fortalecer-se de forma rápida. E em 5 de setembro às 21:00 GMT, converteu-se em furacão de categoria 1 com ventos máximos de 120 km/h. Dia depois, a NHC emitiu um boletim especial às 06:00 GMT de 6 de setembro, no que assinalam que Michael se tinha fortalecido de maneira rápida a categoria 2. Depois, no seguinte boletim, afirmaram que esta tempestade atingiu a categoria 3 com ventos máximos sustentados de 185 km/h, várias horas depois, debilitou-se a categoria 2.
Michael enfraqueceu em 10 de setembro a uma tempestade tropical; deslocava-se a 37 km/h em direcção norte-nordeste; durante as suas últimas horas debilitou-se de forma apressada; incluindo uma deslocação muito rápida. Este furacão nunca representou perigo para terra.

### Furacão Nadine
Uma onda tropical, no dia 8 de setembro, saiu de parte-a oeste do continente africano. Ao entrar em contacto com as águas quentes do oceano Atlântico começou a adquirir características tropicais. A NHC esteve a pesquisar o desenvolvimento deste fenómeno. Em 11 de setembro, este afirmou que reunia os requisitos estruturais de um ciclone tropical, portanto emitiu o seu primeiro boletim, o denominand-o como a Depressão Tropical Catorze. Horas depois fortaleceu-se mais e converteu-se na Tempestade Tropical Nadine.
No dia 15 de setembro, a NHC no seu boletim número 15 às 15:00 GMT, detalhava que Nadine se tinha fortalecido o suficiente para converter num furacão de categoria 1, com ventos máximos de 120 km/h, devido a águas quentes de 27,5 ºC e baixo cisalhamento vertical do vento. Ao dia seguinte, esta começou a aumentar; por isso, no boletim emitido no dia 16 de setembro às 03:00 GMT, a NHC indicava que Nadine se tinha debilitado a Tempestade Tropical, enquanto se encontrava localizado a 1 250 quilómetros ao oeste-sudoeste das ilhas Açores. Após vários dias deslocando-se de forma errática, uma frente fria produzida por uma baixa pressão extratropical ao norte de Nadine acercou-se à tempestade. Nadine depois quase funde-se com a baixa extratropical, mas não o fez, e começou a mover ao sul muito lentamente, sobre águas mais frias. Nadine depois foi envolvido pela frente fria, mudando a sua forma de funcionar. Detalhou-se em 21 de setembro às 21:00 GMT, que Nadine se tinha transformado em Tempestade Subtropical, começando a alimentar além do vapor de água de mar, aos gradientes horizontais de temperatura produzidos pela frente fria. Posteriormente, horas mais tarde, esta se degradou a Ciclone Pós-tropical; durante vários dias manteve esta categoria.
Em 23 de setembro às 15:00 GMT, a NHC declarou, através de imagens de satélite, que Nadine, ao se mover sobre águas ligeiramente mais quentes, regenerou a Tempestade Tropical, localizado a 835 quilómetros ao sul de Açores. Vários dias depois, a 28 de setembro converteu-se pela segunda vez em furacão de categoria 1. com ventos máximos de 120 km/h, aumentando as suas ventos a 150 km/h tempo depois. Posteriormente debilitou-se, de novo, a Tempestade Tropical. Durante este lapso de tempo, a tempestade esteve roçando as ilhas Açores, com ventos e ondas ciclónicas.
Para o 5 de outubro uma poderosa frente fria absorveu a Nadine. Há que realçar que Nadine se converteu no quarto furacão com maior tempo no Atlântico, com 24 dias desde seu início a 11 de setembro.

### Tempestade tropical Oscar
Uma onda tropical acompanhada de uma baixa pressão saiu da costa de África para o primeiro de outubro, apresentando tempestades moderadas. Desde esse dia a CNH começou a monitorá-la. Para o dia seguinte, as tempestades intensificaram-se, ao igual a onda tropical começou a mostrar sinais de rotação ciclónica. Para a 3 de outubro a CNH assinalava em seu boletim rotineiro das 1100UTC, que a onda tropical tinha aumentado a velocidade dos as suas ventos, pelo qual informaram que se tinha formado a depressão tropical número 15 da temporada. A depressão transformou-se a tempestade tropical com o nome de Oscar no dia 4 de outubro.
Oscar foi absorvido pela mesma poderosa Frente Fria que absorveu a Nadine no dia 4 de outubro. O seu último aviso foi publicado a 5 de outubro às 1100 AM. No seu último aviso assinalou-se que se encontrava a 1 830 quilómetros ao oeste das ilhas de Cabo Verde.

### Tempestade tropical Patty
Uma pequena área de baixa pressão formou-se a princípios de outubro cerca das Bahamas, esta produzia chuvas e tempestades intensas. Para a manhã da 11 de outubro o CNH indicava que está estava a apresentar circulação fechada, pelo qual se indicou que se tinha formado a Depressão Tropical Dezasseis. Mais tarde desse mesmo dia a NHC explicava que a depressão apresentava um aumento na velocidade dos as suas ventos, e circulação fechada mais intensa, pelo qual se informou que se tinha formado a Tempestade Tropical Patty. Na manhã do dia 12 de outubro, degradou-se a depressão tropical. Posteriormente o sistema dissipou-se, localizado a 350 quilómetros ao leste-nordeste das Bahamas. Este sistema nunca representou perigo para terra.

### Furacão Sandy
O furacão Sandy foi um ciclone tropical que afetou Jamaica, Cuba, Bahamas, Haiti, República Dominicana, e alguns estados da costa leste dos Estados Unidos, entre eles Nova Iorque e Nova Jersey no dia 28 de Outubro de 2012. Foi apelidado de Frankenstorm por ter previsão de chegar ao leste do Canadá no dia das bruxas. Vários voos para Nova Iorque foram então cancelados. Sandy foi elevado à categoria de furacão em 24 de outubro, antes de entrar na Jamaica. Intensificou-se rapidamente e atingiu o território cubano em 25 de outubro, já como um furacão de categoria 3, com um pico de vento sustentado de 115 mph, perto da cidade de  Santiago de Cuba. Em seguida, arrefeceu, passando a categoria 1. Em 26 de outubro, estava sobre as Bahamas.
Em 27 de outubro, Sandy enfraqueceu brevemente, passando à categoria de tempestade tropical e depois se restringiu a um furacão de categoria 1. No início de 29 de outubro, Sandy curvou-se para oeste-noroeste  e, em seguida,  deslocou-se para a costa, perto de Brigantine, Nova Jersey, a nordeste de Atlantic City, como um ciclone pós-tropical, com ventos de força correspondente a furacão.  Sandy continuou à deriva no interior, por mais alguns dias, enfraquecendo gradualmente, até ser absorvido por outra tempestade extratropical que se aproximava, em 2 de novembro[5][12].
Ao longo do dia 29 de outubro, os efeitos do furacão eram sentidos na Costa Leste dos EUA. Ventos fortes e inundações foram previstos para a região.
Pelos danos causados por esta tempestade, o nome de Sandy tem sido removido da lista de tempestades a usar-se em 2018.

### Tempestade Tropical Tony
No dia 18 de outubro uma área de baixa pressão deslocava-se sobre o Atlântico central. Apesar de ter um diâmetro relativamente pequeno começou a adquirir características tropicais. Os ventos de alto nível contribuíram à organização deste sistema. A NHC emitiu, no dia 22 de outubro às 21:00 GMT, o seu primeiro boletim afirmando que se tinha formado a décima-nona depressão tropical da temporada, segundo deste dia (antes se tinha formado a décima-oitava depressão, o que se tinha convertido em Sandy); localizado a 1 205 quilómetros ao leste-nordeste das ilhas de Sotavento (Antilhas) (Caribe). As condições ambientais impediam que esta depressão se transformasse numa tempestade tropical.

No boletim número seis, emitido a 24 de outubro às 03:00 GMT afirmou-se que a depressão se tinha convertido numa Tempestade Tropical, com nome alocado Tony. Nos dias seguintes esteve no oceano atlántico sem nenhum tipo de perigo. A NHC emitiu o seu último boletim no dia 25 de outubro, afirmando que Tony se tinha convertido num Ciclone Pós-tropical, localizado a 990 quilómetros ao sudoeste das ilhas Açores. No dia 27 de outubro, o ciclone pós-tropical foi absorvido por uma baixa pressão no Atlântico Norte.

## Nome dos Ciclones Tropicais
| Oceano Atlântico | Oceano Atlântico |
| ---------------- | ---------------- |

| - Alberto - Beryl - Chris - Debby - Ernesto - Florence - Gordon | - Helene - Isaac - Joyce - Kirk - Leslie - Michael - Nadine | - Oscar - Patty - Rafael - Sandy - Tony - Valerie - William |

Os ciclones tropicais são fenómenos que podem durar desde umas quantas horas até um par de semanas ou mais. Por isso, pode ter mais de um ciclone tropical ao mesmo tempo e numa mesma região. Os prognosticadores meteorológicos atribuem a cada ciclone tropical um nome de uma lista predeterminada, para identificá-lo mais facilmente sem confundi-lo com outros. A Organização Meteorológica Mundial (OMM) tem designado centros meteorológicos regionais especializados a efeitos de monitorar e nomear os ciclones. Os correspondentes centros regionais encarregam-se de elaborar uma lista de nomes específica para cada região. Cada lista tem suas próprias características. Na bacia do Atlântico, por exemplo, alternam-se nomes masculinos e femininos. Em 2000, os países do Pacífico norte ocidental começaram a utilizar um novo sistema para dar nome aos ciclones tropicais. A cada um dos 14 países afectados por tufões apresentou uma lista de nomes que somaram ao todo 141. Trata-se de nomes de animais, flores, sinais do zodíaco e de alguns nomes próprios que se utilizam numa ordem préestablecido. Se um ciclone tropical chega a causar graves perdas de vidas e bens, seu nome retira-se para não se voltar a utilizar e é substituído por um novo nome conforme com a decisão do correspondente órgão regional sobre ciclones tropicais.
Os seguintes nomes foram os usados para os ciclones tropicais que se formaram no oceano Atlântico em 2012. Os nomes Kirk, Oscar, Patty, Rafael, Sandy e Tony foram usados pela primeira vez nesta temporada, Kirk substituiu a Keith no 2006 mas não foi usado. Os nomes não usados estão marcados com cinza, e os nomes em negrito são das tempestades formadas. Esta é a mesma lista que se usou na ano de 2006. Os nomes que não foram retirados desta lista serão usados novamente na temporada de 2018.

### Nomes retirados
A 11 de abril de 2013, durante a XXXV sessão da RA IV Hurricane Committee da Organização Meteorológica Mundial: retirou um nome. Sandy, foi retirado devido aos custosos danos e perdidas humanas que tinha provocado. Foi substituído por Sara na temporada de 2018.

## Energia ciclônica acumulada
A tabela à esquerda mostra a Energia ciclônica acumulada (ACE, pela suas siglas em inglês) para cada tempestade na temporada. O ACE é uma medida da energia do furacão multiplicado pela longitude do tempo em que existiu; as tempestades de longa duração, bem como furacões particularmente fortes, têm ACE alto. O ACE calcula-se somente a sistemas tropicais que excedem os 34 nós (39 mph, 63 km/h), ou seja, força de tempestade tropical.
| 1  | 26.3  | Nadine  |            | 2          | 16.7       | Michael    |            |            |            |            |            |            |            |            |            |            |
| 3  | 16.3  | Leslie  |            | 4          | 13.7       | Sandy      |            |            |            |            |            |            |            |            |            |            |
| 5  | 10.4  | Isaac   |            | 6          | 8.65       | Gordon     |            |            |            |            |            |            |            |            |            |            |
| 7  | 8.50  | Ernesto |            | 8          | 7.74       | Kirk       |            |            |            |            |            |            |            |            |            |            |
| 9  | 7.40  | Rafael  |            | 10         | 4.09       | Chris      |            |            |            |            |            |            |            |            |            |            |
| 11 | 2.45  | Debby   |            | 12         | 2.76       | Beryl      |            |            |            |            |            |            |            |            |            |            |
| 13 | 1.87  | Alberto |            | 14         | 1.51       | Florence   |            |            |            |            |            |            |            |            |            |            |
| 15 | 1.46  | Oscar   |            | 16         | 1.22       | Tony       |            |            |            |            |            |            |            |            |            |            |
| 17 | 1.09  | Patty   |            | 18         | 0.283      | Helene     |            |            |            |            |            |            |            |            |            |            |
| 19 | 0.245 | Joyce   | Total: 133 | Total: 133 | Total: 133 | Total: 133 | Total: 133 | Total: 133 | Total: 133 | Total: 133 | Total: 133 | Total: 133 | Total: 133 | Total: 133 | Total: 133 | Total: 133 |